# Gare de Maynooth (Ontario)
La  gare de Maynooth est une ancienne gare ferroviaire canadienne, située au secteur de Maynooth, à Hastings Highlands, en Ontario. Abandonnée depuis les années 1960 , la ligne ferroviaire est abandonnée en 1984.

## Histoire

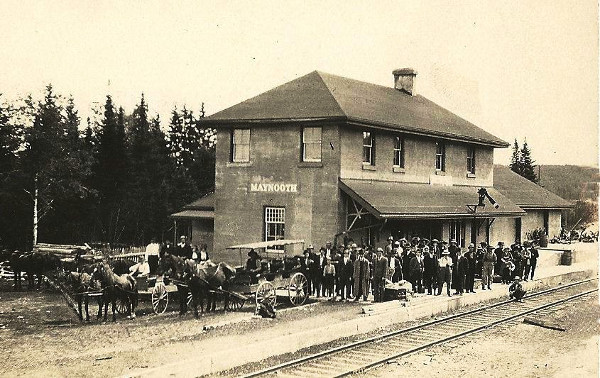
La gare vers 1907

La gare est construite en 1907 par le  Central Ontario Railway,  qui formera plus tard partie du système du Canadian Northern Railway . Le bâtiment de la gare est construit en  béton ,, le premier de ce type on Ontario .

## Patrimoine ferroviaire
Depuis sa fermeture, le bâtiment est maintenant (2013) la propriété d’Infrastructure Ontario et du Comté de Hastings. Une campagne de collecte de fonds essaye de la restaurer .

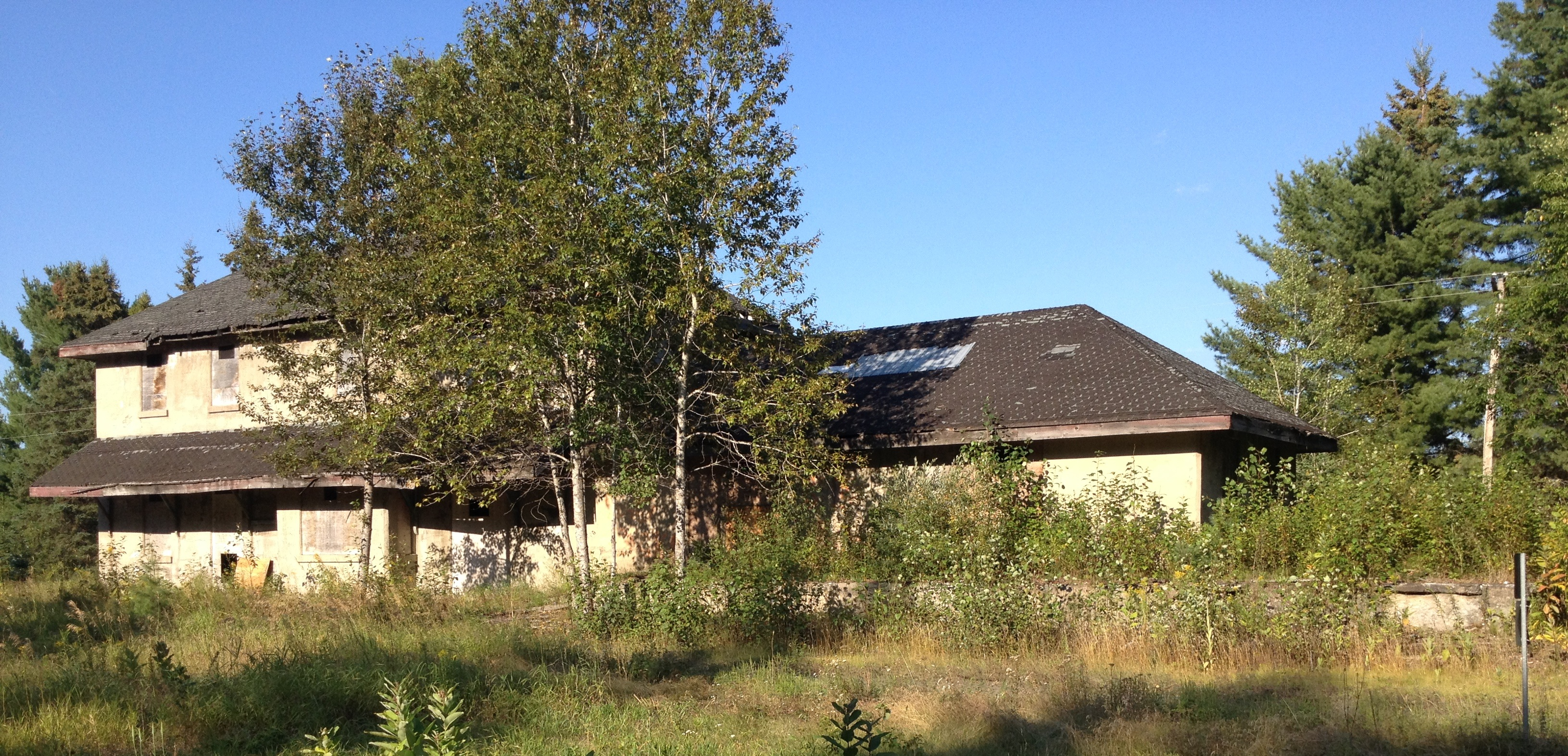
Le bâtiment en août 2013.

Une lettre au conseil de la Municipalité de Hastings Highlands en novembre 2014 note un grand trou dans le toit (qui va s'effondrera sous son propre poids), ainsi que le toit on surplomb de 6 pieds par 56 pouces qui tombera sou peu, posant un danger pour le public .